# Рєсін Володимир Йосипович
Володимир Йосипович Рєсін  (рос. Влади́мир Ио́сифович Ре́син) — російський державний і політичний діяч, депутат Державної думи VI скликання від «Єдиної Росії», член комітету Держдуми із земельних відносин і будівництва, голова думської комісії з будівництва будівель та споруд, призначених для розміщення Парламентського центру. Мільйонер.
З 28 вересня по 21 жовтня 2010 тимчасово виконував обов'язки мера Москви.
У 2001-2011 рр. — перший заступник мера Москви в Уряді Москви, керівник комплексу містобудівної політики й будівництва міста Москви.
6 жовтня 2010 В. І. Рєсін вступив у партію «Єдина Росія». 4 грудня 2011 року його було обрано депутатом Державної думи РФ VI скликання, після чого Мер Москви Сергій Собянін відправив В. Рєсіна у відставку.
З січня 2012 року — радник патріарха Кирила з будівництва та куратор приватної програми зі зведення в Москві 200 нових храмів. Входить до опікунської ради «Фонду підтримки будівництва храмів столиці».
Голова Опікунської ради Російського єврейського конгресу, Член Президії Російського єврейського конгресу .
Сповідує ортодоксальний юдаїзм.

## «Програма 200» храмів для Москви
Володимир Ресін відповідальний за реалізацію програми зведення в столиці 200-т нових храмів РПЦ МП. Побудова храмів і виділення земельних ділянок викликало обурення та протести в москвичів. На це відреагував єпископ Подільський РПЦ МП Тихон (Зайцев): «Протести — частина робочого процесу».

### 2011
28 вересня 2011 року на церемонії освячення закладення храму на честь святителя Стефана Пермського в московському районі Південне Бутово, яку очолив Кирило (Гундяєв) він пообіцяв «не розтягувати на десятиліття зведення цих храмів, а зробити їх хоча б за п'ять років». 
|  | Ми намагаємося цю справу (програму 200 храмів) зробити, і я впевнений, що зробимо. Наступного разу, Ваша Святосте, ми з Вами ще не один раз зустрінемося на закладці таких каменів у найближчий час, |

 — заявив Володимир Рєсін. Храм у Бутово зводили в межах згаданої «програми-200» — спільного проєкту мерії і РПЦ МП. Патріарх Кирило, зазначив що храми в столиці зводяться «в пам'ять про зруйновані святині Москви». Глава РПЦ МП подякував Володимиру Рєсіну за працю з реалізації програми 200 храмів «в нових районах Москви, де таких храмів практично немає», а також префекта ПЗАО Москви Олексія Челишева — за сприяння у зведенні храму в честь святителя Стефана Пермського.

### 2012
Рєсін пообіцяв добудувати 12 московських храмів з «патріаршої програми 200-600» до кінця року.

### 2013
Заявив, що програма будівництва храмів РПЦ МП в Москві займе 20 років.

### 2014
13 квітня заявив, що за найближчі 10 років в Новій Москві побудують 100-150 храмів РПЦ МП.

### 2015
Храм на честь святих Кирила і Мефодія на Дубровці став першою церквою, закладка якої відбулася в рамках реалізації програми будівництва в Москві 200 храмів. Його було закладено 29 квітня 2011 року і освячено патріархом Кирилом 13 грудня 2015 року.

### 2016
У квітні в рамках програми було побудовано також храм на честь Іверської ікони Божої Матері при академії ФСБ на Мічурінському проспекті, який освятив Патріарх Кирило (Гундяєв). У числі гостей, запрошених на захід: глава ФСБ Росії Олександр Бортніков; керівник Західним вікаріатством столиці, ректор Сретенської духовної семінарії, відповідальний секретар Патріаршої ради з культури, єпископ Єгор'євський Тихон (Шевкунов); депутат ГД Володимир Рєсін; депутат ГД Леонід Слуцький; начальник академії ФСБ Віктор Остроухов; префект ЗАТ м. Москви Олексій Александров; основні благодійники: президент концерну «Крост» Олексій Добашін, президент концерну «Монарх» Сергій Амбарцумян, представники духовенства, викладачі і студенти академії, благодійники, будівельники..
В липні заявив що в Москві буде побудовано від 550 до 600 нових храмів.

У грудні 2016 року на будмайданчику храму в честь Феодора Ушакова (який будується в рамках «програми 200») відбулося «урочисте освячення хреста на головний купол військового храму пам'яті воїнів державної безпеки Росії» тобто ВЧК-НКВД-КГБ-ФСБ. Як зазначив Володимир Рєсін 
|  | В ці дні грудня в Росії відзначаються як дні вшанування співробітників органів держбезпеки, які загинули під час виконання службових обов'язків. А в 2017 році, що надходить, відзначатиметься 100-річний ювілей установи цих державних структур і 200-річчя з дня кончини непереможного адмірала Федора Ушакова. Ці дати надають особливий імпульс у вирішенні завдань військово-патріотичного виховання молоді та збереження історичної пам'яті, поставленої перед нашим суспільством Президентом Росії В. В. Путіним |

. Освятив храм єпископ Дмитрівський Феофілакт, вікарій Святішого Патріарха Кирила який і відслужив панахиду за жертвами катастрофи літака ТУ-154.

### 2017
У районі Куркіно на північному заході Москви вранці 13 листопада 2017 року за «програмою 200» почали будівництво храму РПЦ МП, проти якого виступили місцеві жителі. Роботи почали, незважаючи на відсутність документів, а прохід мітингувальникам проти забудови перегородили привезені на автобусах особи.

### 2018
Станом на квітень 2018 року в межах «Програми-200» в Москві мали «ввести в експлуатацію» 21 храмовий комплекс РПЦ МП. Володимир Рєсін заявив, що загалом у період 2010-2018 рр. в Москві звели 62 храмові комплекси (45 — за «програмою-200» і 17 — понад неї).

## Сім'я
Володимир Рєсін походить із єврейської сім'ї містечка Річиця Могилевської губернії. Батько — Йосип Гілімовіч Ресін(1904—1981) і мати — Роза Вольфовна Ресина (Шейндлін) (1903—1983) — були репресовані в 1937 році, але потім амністовані. Йосип Гілімовіч з 1938 року був першим заступником начальника Главлесосбиту при Раднаркомі СРСР, пізніше — начальником Главспічпрому і керівником справами Наркомлісу. Роза Вольфовна була випускницею юридичного факультету Ленінградського університету.
Дядько В. І. Рєсіна по материнській лінії — відомий російський теплофізик, академік Олександр Юхимович Шейндлін. Інший дядько — завідувач кафедри держави і права Ленінградського державного університету, доктор юридичних наук Борис Володимирович Шейдлін(1896-1963).
Дружина — Марта Яківна Чадаєва, дочка керуючого справами Раднаркому СРСР (1939—1949) Чадаєва Якова Миколайовича.

## Санкції
23 лютого 2022 року, на тлі вторгнення Росії в Україну, занесений до списку санкцій Євросоюзу, оскільки "підтримував і проводив дії та політику, які підривають територіальну цілісність, суверенітет і незалежність України, які ще більше дестабілізують Україну".
24 березня 2022 року доданий до санкційного списку США.
26 січня 2022 року доданий до санкційного списку Австралії . Пізніше, за аналогічними підставами, Володимир Йосипович внесений до санкційних списків Великої Британії, Канади, Швейцарії та Нової Зеландії.
7 вересня 2022 року доданий до санкційного списку України.